# بنجامین فرنز
بنجامین برل فرنز (زاده ۱۱ مارس ۱۹۲۰ – درگذشته ۷ آوریل ۲۰۲۳) وکیل آمریکایی متولد مجارستان بود. او بازپرس جنایات جنگی نازی‌ها پس از جنگ جهانی دوم و دادستان اصلی ارتش ایالات متحده در دادگاه آینزاتس‌گروپن، یکی از ۱۲ دادگاه بعدی نورنبرگ بود که توسط مقامات ایالات متحده در نورنبرگ، آلمان برگزار شد.
او بعداً مدافع حاکمیت قانون بین‌المللی و تأسیس دادگاه کیفری بین‌المللی شد. از سال ۱۹۸۵تا ۱۹۹۶، وی استادیار حقوق بین‌الملل در دانشگاه پیس بود.

## زندگی‌نامه
او در ترانسیلوانی رومانی به دنیا آمد. زمانی که ده‌ماهه بود به ایالات متحده آمریکا مهاجرت کردند. طبق توضیح خود او، بعد از اینکه به موجب پیمان تریانون-که در سال ۱۹۲۰ و بعد از جنگ جهانی اول منعقد شد-ترانسیلوانی از مجارستان به رومانی واگذار شد، خانواده‌اش به دلیل تعقیب یهودیان مجارستان کشور رومانی را ترک کردند. خانواده‌اش در نیویورک سیتی در بخش لور ایست ساید منهتن ساکن شدند.
او درس پیشگیری از جرم را در سیتی کالج نیویورک خوانده و در امتحان قوانین جنایی برندهٔ بورس تحصیلی مدرسه حقوق هاروارد شد. در هاروارد تحت نظر راسکو پاوند مطالعه کرده و برای شلدون گلوک
هم که در آن زمان مشغول نوشتن کتابی در مورد جنایت‌های جنگی بود پژوهشی انجام داد. فرنز در سال ۱۹۴۳ از هاروارد فارغ‌التحصیل شد. بعد از مطالعاتش او به ارتش آمریکا پیوسته و در AAA صد و پانزدهمین گردان تفنگ در بخش پدافند هوایی خدمت کرد. در سال ۱۹۴۵ به دفتر مرکزی ارتش سوم ژنرال پتن منتقل شد. در آنجا به تیمی که وظیفهٔ راه‌اندازی بخش جنایت‌های جنگی و جمع‌آوری شواهد برای چنین جرم‌هایی بورا داشت پیوست. برای عمل به این وظیفه به کمپ‌هایی که گروه بزرگی از مردم بدون محاکمه در آنجا نگهداری می‌شدند و توسط ارتش آمریکا آزاد شده بود فرستاده شد.

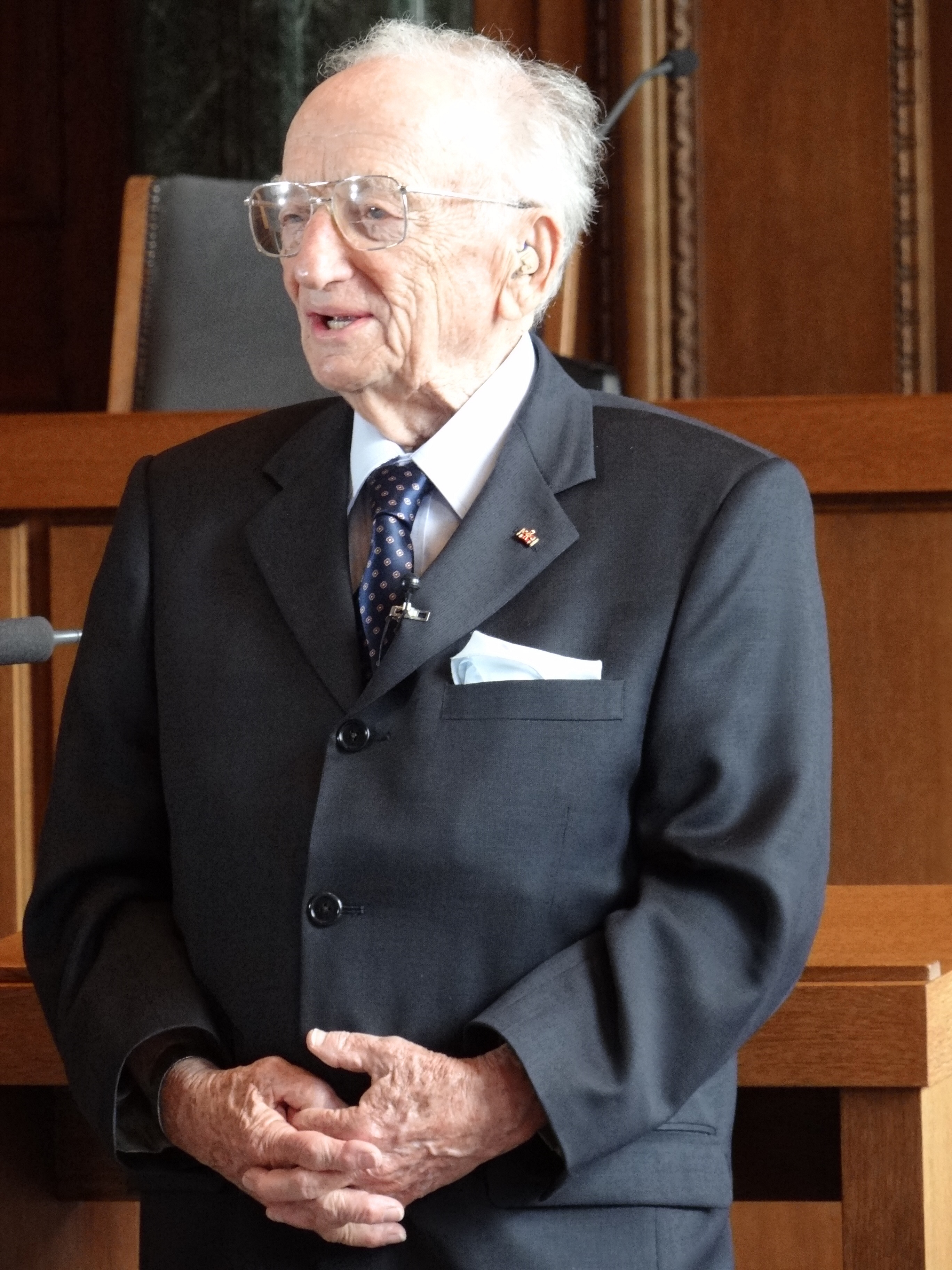
بنجامین فرنز در اتاق دادگاهی ایستاده‌است که دادگاه نورنبرگ آنجا برگزار شد، سال ۲۰۱۲

## دادستان دادگاه نورمبرگ
در کریسمس ۱۹۴۵، فرنز با افتخار با درجهٔ گروهبان از ارتش مرخص شد. او به نیویورک برگشت، اما فقط چند هفته بعد به عنوان دادستان دادگاه نورمبرگ و شرکت در تیم قانونی تلفورد تیلور استخدام شد. به عنوان اولین کار فرنز تیلور او را برای رسیدگی در دادگاه آینزاتس‌گروپن به عنوان دادستان کل منصوب کرد. همهٔ ۲۲ نفر محکوم شدند، ۱۴ نفر از آن‌ها محکوم به مرگ شدند، که در نهایت حکم ۴ نفر از آنها اجرا شد.

## سال‌های بعدی
در سال ۲۰۰۹، به همراه آنتونیو کاسسه برندهٔ جایزه اراسموس شد که به اشخاص یا مؤسساتی داده می‌شود که مشارکت استثنایی در فرهنگ، یا علوم اجتماعی اروپا یا بقیه دنیا داشته باشند.
در ۳ مه ۲۰۱۱، دو روز پس از گزارش مرگ اسامه بن لادن فرنز نامه‌ای را در نیویورک تایمز منتشر کرده و به رهبران یادآوری کرد که «اعدام غیرقانونی و توجیه‌نشدهٔ» - حتی قاتلان مظنون به کشتار جمعی - موجب تضعیف دموکراسی می‌شود.
در ۱۶ مارس ۲۰۱۲، فرنز نامه‌ای را خطاب به سردبیر نیویورک تایمز منتشر کرده و از محکومیت توماس لوبانگا دیلو به عنوان نقطه عطفی در تکامل حقوق بین‌المللی کیفری استقبال کرد.